# Dolna Bela Crkva
Dolna Bela Crkva é uma vila localizada no município de Resen, na República da Macedônia do Norte.